# Międzynarodowy Rok Dziecka
Międzynarodowy Rok Dziecka ang. International Year of The Child - rok proklamowany podczas 31 sesji Zgromadzenia Ogólnego Organizacji Narodów Zjednoczonych 21 grudnia 1976 roku. Decyzję podjęto uchwałą nr A/RES/31/169. 
Międzynarodowy Rok Dziecka był impulsem do przygotowania narodowych i lokalnych programów działania skierowanych dla dzieci i w związku z zaspokojeniem ich potrzeb. W uchwale państwa ONZ zachęcano do współpracy z organizacjami rządowymi, pozarządowymi, sektorem prywatnym i innymi podmiotami gospodarczymi do podjęcia działań zmierzających ku zwiększeniu dostępu dzieci szczególnie w krajach rozwijających się do odpowiedniej opieki zdrowotnej, edukacji i bezpiecznego wypoczynku. 
W trakcie trwania Międzynarodowego Roku Dziecka Sekretarz Generalny ONZ Kurt Waldheim w 1979 roku nadał Orderowi Uśmiechu rangę międzynarodowego odznaczenia.
W Polsce w ramach Międzynarodowego Roku Dziecka Polskie Towarzystwo Turystyczno-Krajoznawcze ustanowiło pierwszą odznakę skierowaną do najmłodszych turystów. Dwustopniowa Odznaka Turystyki Pieszej Siedmiomilowe Buty przeznaczona jest dla dzieci, które nie ukończyły 10 roku życia. Odznakę można zdobywać nieprzerwanie od 1 czerwca 1979 r..